# Formă pătratică
Forma pătratică este o expresie algebrică polinom omogen de gradul doi într-un număr de variabile. De exemplu pentru două variabile
{\displaystyle 4x^{2}+2xy-3y^{2}}
este o formă pătratică în variabilele {\displaystyle \scriptstyle x} și {\displaystyle \scriptstyle y}. Pentru trei variabile x, y, z forma pătratică asociată e 
{\displaystyle ax^{2}+by^{2}+cz^{2}+dxy+exz+fyz}
Formele pătratice apar în diverse domenii ale matematicii ca geometria și topologia diferențială, teoria numerelor etc.
În cazul general, o formă pătratică este un polinom omogen de gradul al doilea cu variabilele {\displaystyle x_{1},x_{2},\cdots ,x_{n}:}
{\displaystyle f(x_{1},x_{2},\cdots ,x_{n})=a_{11}\cdot x_{1}^{2}+a_{22}\cdot x_{2}^{2}+\cdots +a_{nn}\cdot x_{n}^{2}+2a_{12}x_{1}\cdot x_{2}+\cdots +2a_{nn-1}x_{n-1}\cdot x_{n}.}
Numărul termenilor micști in care apar produse de câte două variabile e egal cu numărul combinărilor de n luate câte 2.
Matricea simetrică {\displaystyle {\begin{pmatrix}a_{ij}\end{pmatrix}}_{n}} se numește matricea atașată formei pătratice {\displaystyle f(x_{1},x_{2},\cdots ,x_{n}).}
Formele pătratice au numeroase aplicații în analiză matematică, geometrie și mecanică.
Studiul formelor pătratice binare (cu două nedeterminate) a fost introdus de Lagrange în 1767, rezultate importante se datorează lui Gauss (1801), iar Dirichlet în 1842 a dezvoltat formele pătratice binare.
O formă pătratică cu {\displaystyle a_{ij}=0,} pentru {\displaystyle i\neq j,} se numește formă canonică.
Matricea atașată unei forme canonice este o matrice diagonală.